# 氧化铁镍
氧化铁镍（英語：Nickel iron oxide，化学式：Fe2NiO4）是镍磁铁矿的主要成分，其中铁元素的氧化态为+3。其晶体结构为反式尖晶石型，其中氧原子作立方最密堆积，镍离子与铁离子分别占据八分之一的四面体空隙和一半的八面体空隙:247－248。这种材料磁性较大，在电子工业领域用途广泛。其纳米颗粒也可用作催化剂。

## 制备
氧化铁镍可以通过氧化镍与氧化铁在加热条件下得到：:1081
{\displaystyle {\rm {NiO+Fe_{2}O_{3}=Fe_{2}NiO_{4}}}}
但此法效率较低，很少采用。
用硫酸镍、氯化铁溶液混合并加入到氢氧化钠溶液中加热一段时间后冷至室温并洗涤、烘干后再焙烧，可以通过湿化学方法制备氧化铁镍颗粒。pH为8.5至10.5时，微量的{\displaystyle {\rm {Fe^{2+}}}}对反应具有明显的催化作用。
另外，也报道了利用微波辐射技术的固相制备方法：将{\displaystyle {\rm {Fe(NO_{3})_{3}\cdot 9H_{2}O}}}、{\displaystyle {\rm {Ni(CH_{3}COO)_{2}\cdot 4H_{2}O}}}与柠檬酸三种固体混合研磨，再经微波辐射一段时间后制得纳米颗粒的产物。

## 性质与用途
- 氧化铁镍材料的磁性优良，可用作磁头材料、微波吸收材料等[6]。
- 纳米氧化铁镍微粒可以催化二氧化碳分解为氧气和一氧化碳，故可利用二氧化碳催化氧化乙苯制备苯乙烯。研究表明，其催化机理可能是氧化铁镍离解出部分晶格氧而生成氧缺位化合物{\displaystyle {\rm {Fe_{2}NiO_{4-x},x<1}}}，接着晶格氧将乙苯氧化，而氧缺位化合物从{\displaystyle {\rm {CO_{2}}}}中夺取氧而再生。[5]
- 在草酸存在下，活性炭与纳米氧化铁镍混合体系可以光催化降解亚甲蓝、罗丹明B、孔雀石绿等有害有机物[7]。
- 氧化铁镍可作为惰性阳极陶瓷基底材料，其优势在于热稳定性与化学稳定性良好，应用前景广泛，但劣势在于其导电性、机械性能、抗热震性不佳[8][9]。然而，有两种方法改善其导电性：在材料中添加二氧化锰能够增大其密度，并形成共熔体，{\displaystyle {\rm {Mn^{4+}}}}进入尖晶石晶格中代替部分{\displaystyle {\rm {Fe^{3+}}}}[8]；或添加五氧化二钒而形成低熔点物质{\displaystyle {\rm {FeNi_{2}VO_{6}}}}[9]。